# Reiner Kolodinski
Reiner Kolodinski (* 1958) ist ein ehemaliger US-amerikanisch-deutscher Basketballspieler. Er wurde 1983 mit dem ASC Göttingen Deutscher Meister.

## Leben
Kolodinski wuchs in den Vereinigten Staaten auf. Er spielte zwei Jahre lang Basketball am El Camino College, dann am ebenfalls im Raum Los Angeles (Bundesstaat Kalifornien) gelegenen Occidental College. 1980 gewann der 1,78 Meter große Aufbauspieler mit Occidental den Meistertitel in der Southern California Intercollegiate Athletic Conference (SCIAC) und nahm an der Endrunde der dritten NCAA-Division teil.
Von 1981 bis 1983 spielte Kolodinski in Deutschland für den Bundesligisten ASC Göttingen, mit dem er 1983 Deutscher Meister wurde. Anschließend kehrte er nach Kalifornien zurück. Dort wurde er als Lehrer beruflich tätig, zudem trainierte er Basketballschulmannschaften und war jahrelang Co-Trainer der Mannschaft am Occidental College.